# Хазар – Готурдепе – Джебел
Хазар – Готурдепе – Джебел – трубопровід у прикаспійському регіоні Туркменістану, споруджений в межах проектів з утилізації попутного нафтового газу. 
У другій половині 1990-х активізували розробку старих (виявлені та введені в розробку наприкінці 1950-х – на початку 1960-х років) нафтових родовищ Готурдепе та Браса-Гельмес. Тут реалізували масштабні проекти з переведення свердловин на газліфтний метод експлуатації та модернізували систему утилізації природного газу. Зокрема, у 2003-му ввели в дію перемичку завдовжки 53 км з діаметром 530 мм, яка сполучила Готурдепе із районом Джебел, де проходить газопровід Окарем – Гарабогаз.
В межах проекту ввели в дію дві компресорні станції, які обслуговують як газліфтну систему, так і видачу ресурсу за межі родовища:
- у 1998-му КС «Сердар» на родовищі Барса-Гельмес із 5 агрегатами типу ТКА-Ц-16/0,35-5,8;
- у 2006-му КС «Готурдепе» із 8 агрегатами типу ТКА-Ц-16/0,35-5,8, яка здатна перекачувати 12 млн м3 на добу.
В 2010-му до КС «Готурдепе» подали ресурс, який отримують на установці підготовки нафти та газу компанії Dragon Oil, що здійснює розробку офшорних нафтових родовищ Джигалибег та Джейтун. Для цього проклали газопровід завдовжки 43 км з діаметром 530 мм та спорудили дожимну компресорну станцію «Хазар». Станція, яку обладнали 3 агрегатами (1 виконує функцію резервного) типу ТКА-Ц-16/0,35-2,55, розрахована на перекачування 5,5 млн м3 на добу.
Можливо відзначити, що спорудження всіх трьох названих вище компресорних станції здійснило українське Сумське НВО.